# ソヘイラ・スィッディーキー

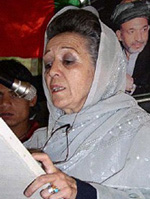
ソヘイラ・スィッディーキー

ソヘイラ・スィッディーキー（パシュトー語: سهيلا صديقي、Suhaila Seddiqi、1949年3月11日 - 2020年12月4日）は、アフガニスタンの軍人（軍医）、政治家。医務少将、アフガニスタン軍最初で、唯一の女性将官。暫定政権と移行政権で保健相を務めた。

## 経歴
パシュトゥーン人。ザーヒル・シャー国王の親戚。アフガニスタン人民民主党党員。
1962年、モスクワの医科大学で学び、1975年、第1モスクワ医科大学で医科科学準博士の学位を取得した。事後、軍事病院で軍医として働く。
- 1986年1月16日 - 革命会議議員
- 1986年7月10日 - アフガニスタン人民民主党中央委員会附属党監督委員会委員
- 1980年代末 - 軍の主任外科医

その後、カーブル中央軍事病院の医師となり、1992年のムジャーヒディーン政権樹立後もそこで働き続けた。
1995年のターリバーン政権樹立後、一時罷免されたが、彼女と姉妹がチャドルを着用しなくても良いという条件で、ターリバーンの下で働くことに同意し、カンダハールの病院の主任医師、カーブル軍事病院の主任医師、院長を務めた。
2001年11月、ボンでの交渉において、保健相として合意される。同年12月、ハーミド・カルザイ暫定政権の保健相。2002年6月、移行政権の保健相。
無党派として知られる。